# Vortexdebietmeter

Animatie van het fenomeen. Met dank aan Cesareo de La Rosa Siqueira.

Een vortexdebietmeter is een debietmeter waarbij de frequentie van kunstmatig opgewekte wervelingen in een stromend medium gebruikt worden om het debiet (de doorstroming) daarvan te meten. De vortexvorming is een alternerende stroming die bij hoge snelheden zeer constant is en waarvan de vorm afhankelijk is van de afmetingen en vorm van de obstructie. In de stroom worden vortices gecreëerd achter het obstructielichaam. Deze komen alternerend los van het obstructielichaam.
Vortexvorming wordt veroorzaakt wanneer lucht of gasstromen een stomp voorwerp passeren. De luchtstroom creëert na het voorwerp een alternerende lagedrukvortex aan de lijzijde van de obstructie. Wanneer men de frequentie tussen twee vortices meet, heeft men een maat voor de mediumsnelheid.
{\displaystyle f={St\cdot V \over L}}
waarbij
f = de frequentie van de wervelingen
L = de karakteristieke lengte van de obstructie
V = de stromingsnelheid over de obstructie
St = getal van Strouhal; deze is constant voor een bekende obstructie
De frequentie wordt gemeten door een sensor die zich in de debietmeter bevindt, vaak een piëzo-elektrisch kristal dat bij elke nieuwe werveling een kleine spanningspiek produceert.

## Toepassingen
- Perslucht
- Stoom
- Gedemineraliseerd water